# Eriphia squamata
Eriphia squamata is een krabbensoort uit de familie van de Eriphiidae. De wetenschappelijke naam van de soort is voor het eerst geldig gepubliceerd in 1860 door Stimpson.